# (37616) 1993 FK82
1993 FK82 (asteroide 37616) é um asteroide da cintura principal. Possui uma excentricidade de 0.14570940 e uma inclinação de 8.94867º.
Este asteroide foi descoberto no dia 19 de março de 1993 por UESAC em La Silla.